# الغضب التوتوني

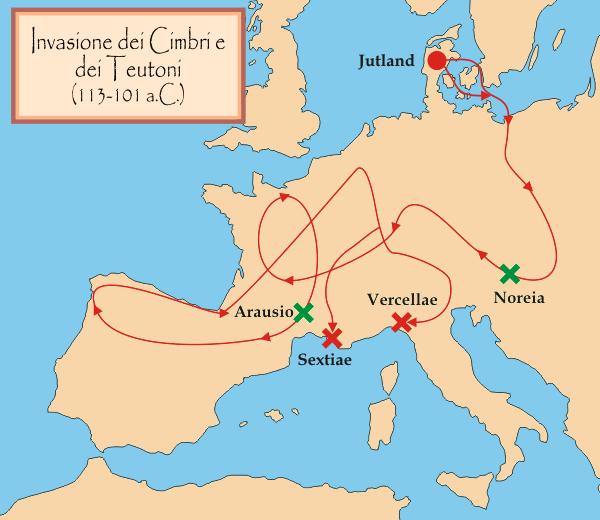

الغضب التوتوني (بالإنجليزية: Furor Teutonicus)‏ هي عبارة لاتينية تشير إلى ما ضرب به المثل من ضراوة التوتونيين والقبائل الجرمانية عموما في عصر الإمبراطورية الرومانية.
ينسب هذا التعبير إلى الشاعر الروماني لوكانوس، فقد ظهر للمرة الأولى في عمله الحرب الأهلية (Bellum civile). استخدم لوكانوس هذا التعبير ليصف السمة البارزة  للقبيلة الجرمانية المسماة بالتوتونيين وهي كما يعتقد لوكانوس الحمية الغاضبة عديمة الرحمة الوحشية في المعركة.
قابل التوتونيون جيوش الجمهورية الرومانية في جبال الألب الشرقية تقريبا سنة 113 ق.م. وحاول الرومان تحت قيادة القنصل بابيريوس كاربو جرهم إلى كمين, لكنهم أساؤوا تقدير قوتهم وخسروا معركة نوريا (بالإنجليزية: Battle of Noreia)‏, ثم خسروا أيضا معركة أراوسيو (105 ق.م) ومعارك أخرى أصغر  قبل تكليف غايوس ماريوس بقيادة الرومان. انهزم التوتونيون أخيرا سنة 102 ق.م.